# Војнички закон
Војнички закон је древни закон сачуван је у фрагментима. Спомиње се у вези са пронијом, али је установљен у Србији пре него што је ова византијска установа усвојена. Припада старим одредбама из времена великог жупана Стефана Немање и његовог сина Растка, у монаштву Саве. Закон је први пут забележен у хрисовуљи краља Милутина манастиру светог Ђорђа код Скопља из 1300. године. Војнички закон штити бојног коња а одредбом из Бањске хрисвуље краља Милутина, изједначује права војника и властеле.

## Одредбе Војничког закона
- ОДРЕДБА 1

И у Драготином месту у Речици нађе се царска пронија, а не баштина Драготина. И даде је краљевство ми цркви. Због тога Манота, зет Драготин, увидевши да губи тастни мираз предаде се цркви да држи тастнину и да работа цркви у војнички закон. 
Ако ли Манота и његова деца и унуци одступе од цркве да губе Драготина места и да их држи црква како их је нашло краљевство у старим хрисовуљама (као) царске проније, а не Драготину баштину. 
- ОДРЕДБА 2

И Калогоргија са децом и са баштином њиховом да краљевство ми цркви да работају Светом Георгију у војнички закон, а да им се коњ не товари, ни товара да воде
- ОДРЕДБА 3

Бољарски коњи да се не товаре. Јагњећа кожа и лан да им се не узима.